# Ctenus mitchelli
Ctenus mitchelli este o specie de păianjeni din genul Ctenus, familia Ctenidae, descrisă de Gertsch, 1971. Conform Catalogue of Life specia Ctenus mitchelli nu are subspecii cunoscute.